# 高台院
高台院（こうだいいん、天文18年（1549年） - 寛永元年9月6日（1624年10月17日））は、戦国時代（室町時代後期）から江戸時代初期の女性で、豊臣秀吉の正室である。杉原（木下）家定の実妹であるが浅野家に養女として入る。秀吉の養子となって後に小早川家を継いだ小早川秀秋（羽柴秀俊）は、兄・家定の子で彼女の甥にあたる。

## 概要
一般には北政所（きたのまんどころ）という通称で知られる。「北政所」と呼ばれた人物は歴史上数多く存在したが、彼女以降はこの通称は彼女と不可分のものとして知られるようになった。
戦国時代まで、主婦権を持つ正妻が武家の家政をとり行い、高台院も羽柴家の家政をとりしきっていた。
諱には諸説ある。一般的には「ねね」とされるが、夫・秀吉や高台院の署名などに「おね」「祢（ね）」「寧（ねい）」という表記があるため、「おね」と呼ばれることが多い（諱についての論議参照）。また甥にあたる木下利房の備中国足守藩の文書『木下家譜』やその他の文書では、「寧」「寧子」「子為（ねい）」などと記されていることから「ねい」説もある。しかし、近年、秀吉自身の手紙に「ねね」と記したものが確認され、再び「ねね」説が浮上している。
天正16年（1588年）、従一位を授かった際の位記には豊臣吉子の名があるが、これは夫・秀吉の名を受けたもの（諱を参照）。法名は高台院湖月心公。

## 生涯

### 幼少時
杉原定利・朝日殿の次女として尾張国朝日村（現在の愛知県清須市）に生まれる。兄弟は木下家定、長生院、杉原くま。のちに叔母・ふくの嫁ぎ先・尾張国海東郡津島（現在の愛知県津島市）の浅野長勝の養女となる。

### 秀吉との結婚
永禄4年（1561年）8月、織田信長の家臣・木下藤吉郎（豊臣秀吉）に嫁ぐ際、実母・朝日に身分の差で反対されるも、兄の家定が自らも秀吉に養子縁組すると諭したため無事に嫁いだ（通説では14歳）。また、中川重政の妹で名古屋山三郎の母である養雲院は、ねねに読み書きを教えていたが、その夫である名古屋因幡守高久も「藤吉は唯人ではないので（ねねを嫁に）おやりになりませ」とねねの父に指示し、信長にも秀吉のことを執り成したという。当時としては珍しい恋愛結婚であった。結婚式は周囲に反対されたことと夫の身分の低さから藁と薄縁を敷いて行われた質素なものであった。ふたりの間には子供がなかったので、加藤清正や福島正則などの秀吉や自身の親類縁者を養子や家臣として養育していった。
永禄11年（1568年）頃から数年間は、美濃国岐阜に在住。この間、信長に従って上洛していた秀吉は京で妾を取り、石松丸秀勝をなしている。
天正2年（1574年）、近江国長浜12万石の主となった秀吉に呼び寄せられ、秀吉の生母・なかとともに転居した。この後は遠征で長浜を空けることの多い夫に代わり、城主代行のような立場にあった。天正10年（1582年）の本能寺の変の際には長浜城にいたようで、明智方の阿閉氏が攻めてきたので、大吉寺に避難をしている。

### 北政所

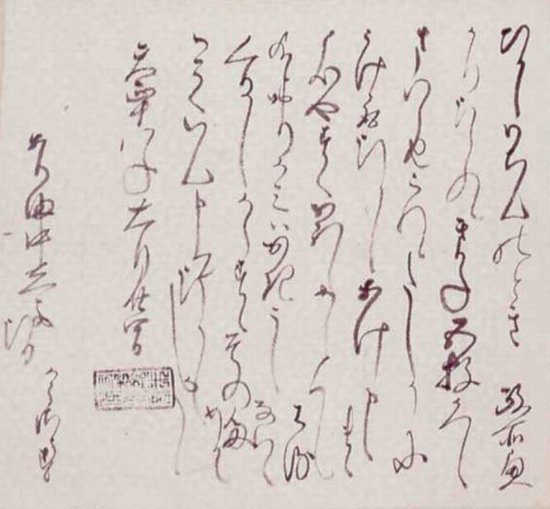
北政所黒印状（孝蔵主奉書）
----
摂津三田藩藩主・有馬則頼に北政所が融資していた黄金五枚が無事返済されたことを記した天正十八年十一月二十四日付の証書。差出人は豊臣家筆頭奥女中・孝蔵主。北政所所用の黒印を据えた仮名消息の体裁をとっている。紙本墨書。名古屋市博物館収蔵。

その後、秀吉とともに大坂城に移り、天正13年（1585年）、秀吉が関白に任官したことに伴い従三位に叙せられ、北政所の称号を許される。天下人の妻として北政所は朝廷との交渉を一手に引き受けたほか、人質として集められた諸大名の妻子を監督する役割を担った。この頃、何らかの症状による便秘に苦しんでおり、10月24日付のおね宛ての秀吉の書状の中で、「大便」の文字が三度、「下くだし」（下痢）の語が二度でてくる。
天正16年4月14日（1588年5月9日）、後陽成天皇は秀吉の招きによる聚楽第行幸に至り、5日後無事に還幸すると、諸事万端を整えた功により北政所は破格の従一位准三后に叙せられ、豊臣吉子（とよとみのよしこ）の姓名を賜った。
天正20年（1592年）、秀吉から所領を与えられており、平野荘に約2,370石、天王寺に3,980石、喜連村約1,405石、中川村約491石など、合計1万1石7斗であった。
文禄2年（1593年）から始まった文禄・慶長の役で秀吉は前線への補給物資輸送の円滑化を目的に交通の整備を行い、名護屋から大坂・京への交通には秀吉の朱印状が、京から名護屋への交通には豊臣秀次の朱印状が、そして大坂から名護屋への交通には北政所の黒印状を必要とする体制が築かれた。

### 秀吉の没後
慶長3年8月18日（1598年9月18日）に秀吉が没すると、淀殿と連携して豊臣秀頼の後見にあたった。武断派の七将が石田三成を襲撃した時に徳川家康は最も中立的と見られている北政所の仲裁を受けたことにより、結論の客観性（正統性）が得られ、家康の評価も相対的に高まったと評価されている。慶長4年（1599年）9月、大坂城を退去し、古くから仕えてきた奥女中兼祐筆の孝蔵主らとともに京都新城へ移住した（「義演准后日記」「言経卿記」）。関ヶ原の戦い前に京都新城は櫓や塀を破却するなど縮小されたが、これには城としての体裁を消し去るという意味があったものと思われる。このころの北政所の立場は微妙で、合戦直後の9月17日には大坂から駆け付けた兄の木下家定の護衛により准后・勧修寺晴子の屋敷に駆け込むという事件があった。
関ヶ原合戦後は、引き続き京都新城跡の屋敷に住み、豊国神社にたびたび参詣するなど秀吉の供養に専心した（「三本木」（現京都御苑内南西付近）に隠棲したとの説があるが根拠不明）。元和初期の様子を描いたとされる地図「中むかし公家町之図」ではほぼ現在の京都御苑仙洞御所・大宮御所エリアを「高台院殿（屋敷）」とし、その南方には使用人の住居と思われる「高台院殿町屋」が建ち並んでおり、隠棲後の暮らしぶりの一端をうかがわせる。秀吉から河内国内に与えられていた大名並みの1万5,672石余の広大な領地は、合戦後の慶長9年に養老料として徳川家康から安堵されている。この時石高は1万6,346石余に微増。
慶長8年（1603年）、養母の死と、秀吉の遺言であった秀頼と千姫の婚儀を見届けたことを契機に落飾。朝廷から院号を賜り、はじめ高台院快陽心尼、のちに改め高台院湖月心尼と称した。慶長10年（1605年）、実母と秀吉の冥福を祈るために、家康の後援のもと京都東山に高台寺を建立し、その門前に屋敷を構えた。大坂の陣では、「高台院をして大坂にいたらしむべからず」という江戸幕府の意向で、甥・木下利房が護衛兼監視役として付けられた。そして、身動きを封じられたまま元和元年（1615年）、大坂の陣により夫・秀吉とともに築いた豊臣家は滅びてしまう（一方、利房は高台院を足止めした功績により備中国足守藩主に復活した。）。だが徳川家との関係は極めて良好で、徳川秀忠の高台院屋敷訪問や、高台院主催による二条城内での能興行が行われた記録が残っている。また公家の一員としての活動も活発でこのころ高台院（「政所」）からたびたび贈り物が御所に届けられたことが、『御湯殿上日記』から知れる。
寛永元年9月6日（1624年10月17日）、高台院屋敷にて死去。享年76(77、83の諸説があり。)なお最晩年に木下家から利房の一子・利次（一説に利三とも）を、豊臣家（羽柴家）の養子として迎えており、遺領約1万7,000石のうち近江国内3,000石分は利次によって相続された。
墓所は京都市東山区の高台寺。遺骨は高台寺霊屋の高台院木像の下に安置されている。
大正14年（1925年）、豊国神社本殿の南隣に、北政所を祀る摂社として、「従一位准后北政所豊臣吉子命」を祭神に貞照神社（さだてるじんじゃ）が創建された。正月3が日のみ参拝可。

## 人物
- 実母の朝日は、秀吉との婚姻を周囲の反対にもかかわらず密かに結ばれた野合であるとして、生涯認めることはなかった（『平姓藤原氏御系図附言』）[12]。
- 夫の主君・織田信長の四男・秀勝を養子に迎えたのは、おねが信長に懇願して主筋の子を我が子として家中の安泰を図ったものではないかとされている[13][14]。信長もおねの真意を察したからこそ、夫の浮気に悩む彼女に激励の書状を送っている。この書状は信長が部下の妻にあてたものにしては非常に丁寧な文章であり、消息にもかかわらず、あえて公式文書を意味する「天下布武」の朱印が押されている[13][14]。信長にそこまで気遣いをさせる彼女の人間性や魅力を感じさせる数少ない史料であり、おねに戦国武将夫人としての自信を回復させ、秀吉との夫婦関係を永続させることが目的であった[15]。大意は以下の通り。なお、この古文書は昭和初期までは信長の直筆と思われてきたが、右筆の楠長諳の筆によるものである[16]。

- 豊臣政権においては大きな発言力と高い政治力を持っていた。自身は改宗することはなかったが、イエズス会の宣教師たちにはいろいろと便宜を図っており、ルイス・フロイスは「関白殿下の妻は異教徒であるが、大変な人格者で、彼女に頼めば解決できないことはない」とまで記している（『日本史』）。なお、フロイスは『日本史』の中で高台院を「王妃」もしくは「女王」と表現している[注釈 4]。秀吉が伴天連追放令を出した時、五畿内から出ようとしている司祭たちに人を遣わして食料品を贈り、関白が五畿内に帰ったら自分のできることなら何でも伴天連たちのために執り成すと約束をしている。また、おねの侍女の中にはマグダレナというキリシタンがいた[18]。
- 豪気な性格だったと見え、初めての聚楽第訪問を終え大坂城に滞在していた毛利輝元一行のもとに、聚楽第の北政所から夥しい量の酒肴が届けられている（「輝元公上洛日記」）。関白就任後の秀吉に対し、諸大名の面々の前で尾張訛りの口喧嘩をしたとの逸話がある。秀吉と2人きりのときは、お互いに尾張弁丸出しで会話したという。
- 秀吉は関東に出兵した際に、おねとその女房に5通、淀殿に1通、鶴松に1通、大政所に1通、吉川広家に1通の手紙を出しており、この手紙の量から秀吉はおねを留守部隊の統括者と見ていたことがうかがえる[19]。
- 実子がいなかったせいもあってか一族の子女を可愛がり、特に兄・家定の子供らには溺愛といって良いほどの愛情を注いでいる。家定没後、その所領を木下利房と木下勝俊（長嘯子）[注釈 5]に分割相続させようとした家康の意向に反し、勝俊が単独相続出来るように浅野長政を通じて徳川秀忠に願い出る画策をしたため、家康の逆鱗に触れ結局所領没収の事態を引き起こしている[注釈 6]。これは、高台院と家康が俗説で考えられているような親密な関係ではなかったことを証明する事件である。他にも家康は大坂の陣後に豊国廟を破却するなどの行為も行っている[20]。
- 先述の通り家康とは親密な関係とはいえなかったが、その息子である徳川秀忠とは親密な関係であった。「平姓杉原氏御系図附言纂」によると、秀忠が12歳の時に家康から秀吉に人質として送られた際、身柄を預かった高台院と孝蔵主が秀忠を手厚くもてなし（原文では「誠にご実子の如く慈しみ給う」）髪の結いよう、装束の着方を秀忠に教えるなどしていた。そのため秀忠は恩義から高台院を手厚く保護しており、終生上洛するたびに高台院を訪ねていたといい、親しい間柄であったことがうかがえる[21]。高台院が秀吉から与えられ家康に安堵された領地は、家康死後の元和3年（1622年）には1万6,923石余にまで増えている。ちなみに寛永6年（1629年）に譲位した後水尾上皇のために幕府が用意した御料地は3,000石（のちに加増されて1万石）であった。
- 前田利家の正室の芳春院とは親密な関係であったという。また、山内一豊の正室・見性院とも長浜時代以降親しく交わったといい、見性院は晩年を高台院屋敷の近くの屋敷（現京都地裁付近）で送っている。
- 慶長18年6月20日、甥の木下延俊が病んだ時には、薬を三種と酒・鴈を贈りその回復を促している。延俊の病は暑さ負けであったので、補血強心作用があるとされた鴈を届けたのである。服薬と食養生を兼ねた薬餌療法といえる[22]。

### 淀殿との関係
高台院は秀吉の正室であったが、子どもを儲けることがなかったため一時秀吉に辛く当たられていたことがあり、また秀吉の側室である淀殿とは対立関係にあったという説がある。ただし、近年の田端泰子や跡部信らの研究では、両者はむしろ協調・連携した関係にあったのではないかと指摘されている。秀吉の死後、高台院と淀殿の双方から積極的に連携関係が結ばれていき、高台院は亡き夫の仏事に専念し、淀殿は秀頼の後見人になり、後家の役割が分割されていた。
慶長13年3月3日、天然痘にかかった豊臣秀頼の治療を行った曲直瀬道三に容態について問い合わせをしている。淀殿が生んだ秀頼の病気快復を心底から望んでいた真情が伝わってくる内容である。
関ヶ原の戦いでも淀殿との対立関係から徳川家康率いる東軍のために動いたとするのが通説であった。実際、甥の小早川秀秋が戦闘中に西軍を裏切り東軍に付いている。しかし、近年の研究では淀殿と連携して大津城の戦いでの講和交渉や戦後処理に動いたことが確認されている。また、逆に石田三成らと親しく、関ヶ原の合戦時に西軍寄りの姿勢を取っていた可能性を指摘する白川亨らの研究もある。その説の論拠として白川が挙げるのが次の具体的事実である。
- 北政所周辺に西軍関係者が多い
  - 三成の娘（辰姫）が養女になっている
  - 側近の東殿は大谷吉継の母である
  - 小西行長の母ワクサ（洗礼名：マグダレーナ）は（バテレン追放令が出されるまで）北政所の侍女であった[29]。
- 西軍寄りと見られる行動を取っている
  - 三成が加藤清正ら七将に襲撃された際、家康に三成の保護を依頼している（『言経卿記』）。
  - 側近の孝蔵主が大津城開城の交渉にあたっている
  - 甥である木下家の兄弟（小早川秀秋の兄弟）の多くが西軍として参加し領地を没収されている
  - 関ヶ原の戦い後、急遽宮中に逃げ込んでいる（『言経卿記』）。（この時、裸足だったと『梵舜日記』（『舜旧記』）に記されており、非常に狼狽していたことが確認できる）
- 東軍諸将との関係が薄い
  - 側近に東軍関係者が全くいない
  - 『梵舜日記』に高台院の大坂退去から関ヶ原の戦いの数年後まで高台院と正則らが面会したという記録がない。

## 諱についての論議
諱については従前から「ねね」とされていた。
昭和期に入って日本史学者の桑田忠親が北政所の自筆消息（手紙）の自署が「ね」一文字であることを理由に彼女の名は本来は「ね」、通称では接頭辞「於（お）」をつけて「おね」であり、「ねね」は『太閤記』などによる誤記であるという説を唱えた。
桑田の説に対して女性名の研究者でもある歴史学者の角田文衞は以下のように反論した。
- 当時は女性が自筆の消息に名の頭文字1字だけ署名する習慣があった。いわゆる細川ガラシャ夫人（明智たま）の消息の上書の署名には「た」1字が書かれており、徳川秀忠の正室・崇源院（名はごう）が姉の常高院に宛てた消息でも「五」と自署している。ゆえに自署が「ね」1字であることをもってそれが本名であると言い切ることは出来ない。
- 鎌倉時代から江戸時代にかけて調べうる限りでの女性名を集めたが、「ね」なる一字名はただの1人も存在していない。一方、「ねね」は鎌倉時代あたりから現れ、非常に頻繁に用いられる女性名である（同時代にも栄姫（黒田長政継室）・禰々（諏訪頼重室）・珠姫（前田利常室）・南部直政室など複数見られる）。以上より、高台院の名は「ね」ではなく「ねね」の方が自然であろうと思われる。

NHKの大河ドラマにおいては高台院が初めて登場した1965年の『太閤記』以降長年「ねね」が用いられてきたが、1996年の『秀吉』以降は2006年の『功名が辻』を除き2014年の『軍師官兵衛』まで劇中では「おね」の呼称が使われた。2016年の『真田丸』では「ねい」（表記は「寧」）が、2023年の『どうする家康』では再び「ねね（表記は寧々）」が用いられた。

## 一族
- 夫：豊臣秀吉
- 父：杉原定利
- 母：朝日殿
- 兄：木下家定
- 姉：長慶院
- 妹：長生院
- 養父：浅野長勝
- 養母：七曲殿
- 姑：大政所

### 系譜
- 利次は高台院没後、羽柴氏を称することを江戸幕府から禁じられたため木下氏に復姓する。子孫は江戸時代に旗本として続いた。
- 実家である杉原家は、秀吉により「木下」に改姓させられたが、小領主ながら幕末まで残った。
- 木下家は、江戸時代を通じて足守藩・日出藩の小大名として存続した。明治に入ってから共に子爵を叙爵され、足守木下家からは明治に入って歌人・木下利玄が出ている。
- 豊臣姓羽柴家の嫡流は断絶したものの、養家である浅野家には傍流で女系ではあるが、豊臣姓羽柴家の傍系の血が入り、広島藩主家として江戸時代に繁栄した。なお、この傍流の血は九条家を通して現在の皇室まで存続している。

## その他
- 近年、京都東山の高台寺周辺の人気観光スポットを徒歩で繋ぐ参道が整備され「ねねの道」の愛称で親しまれている。
- 名古屋では信長・秀吉・家康を「三英傑」と呼び、毎年10月上旬に行われる「名古屋まつり」では彼らに扮した人物が登場するパレード（郷土英傑行列）があり、ここでの秀吉の相手役の女性は長らく「淀殿」とされてきた（信長には「濃姫」、家康には「千姫」）が、近年「おね」に変更された。